# HD 2507
HD 2507 — звезда, жёлтый гигант, находящаяся в созвездии Андромеда на расстоянии приблизительно 602,88 св. лет от Земли. По состоянию на 2007 год, радиус звезды оценивается в 10,96 солнечного радиуса. Исходя из положительной радиальной скорости, звезда удаляется от Солнца. Планет у HD 2507 обнаружено не было. Звезда видима невооружённым глазом на ночном небе.